# Иванченко, Александр Львович
Алекса́ндр Льво́вич Ива́нченко (род. в июне 1945, Краснотурьинск) — русский писатель. Живёт в г. Краснотурьинске Свердловской области и Переделкине. Член Союза писателей СССР. Был членом правления (с 1991 года), секретарём Союза российских писателей (1991—1996; членство приостановлено на неопределённый срок). Член Русского ПЕН-центра. Член редакционного совета журнала «Урал» и редакционной коллегии журнала «День и ночь». Произведения издавались в США, Болгарии и Германии.

Литературный критик Валентин Лукьянин пишет про Иванченко, что 
…начинал он когда-то как один из провозвестников и законодателей русского постмодернизма, едва ли даже не возглавлял «обойму».
Критик Виктор Топоров относит Александра Иванченко к «уральскому магическому реализму».

## Биография
Родился в июне 1945 года в г. Краснотурьинске Свердловской области. Работал слесарем промышленного оборудования, металлургом, мастером производственного обучения в техническом училище, пожарным. В 1964—1967 гг. служил в Советской Армии. Во время службы в армии за «антисоветскую пропаганду» был заключён в психиатрическую больницу. В 1977 году окончил Литературный институт. После избрания в 1991 году секретарём Союза российских писателей жил в Переделкине. В 1996 году вернулся в Краснотурьинск. В настоящее время, по утверждению Сергея Чупринина, живёт в Переделкине и США.

## Жизненное и творческое кредо
Придерживается буддистских воззрений:
За вершину мудрости признаю Упанишады (философия Вед), философию раннего и позднего буддизма, Адвайта-Веданту Шанкары, систему Санкхья Капилы, Йога-Сутры Патанджали, философию Бхагавадгиты и Мокшадхармы (Махабхарата). В качестве этического и жизненного пути избрано учение Тхеравады — классического (раннего) буддизма, наиболее адекватно передающее Дхамму (доктрину) Будды Готамы, цель которой — Освобождение из круговорота сансары — профанического существования — и достижение Необусловленного (Ниббаны).
В русской прозе выделяет следующих писателей: Гоголь, Толстой, Пушкин, Лермонтов, Чехов, Набоков, Достоевский, Тургенев (особенно «Записки охотника»), Лесков, Бунин, Платонов, Белый. В зарубежной: Гамсун, Фолкнер («Свет в августе», «Шум и ярость»), Камю («Посторонний», «Падение», эссе), Акутагава, Бланшо, Гессе, Весос, Онетти, Кортасар («Игра в классики», «Выигрыши», рассказы), Генри Миллер, Кафка, Борхес, Батай, Роб-Грийе, Малерба и др. Предпочтения в европейской и русской философии: Платон, Плотин, Шопенгауэр, Кант, Паскаль, немецкие мистики, Ницше, Шестов, Бердяев, Розанов и др.

## Признание
О первой повести Александра Иванченко «Рыбий глаз» (1976) восторженно отозвался Юрий Домбровский.
Роман «Монограмма» (1988) входил в шорт-лист премии первой премии «Русский Букер» (1992), где соперниками Александра Иванченко были Людмила Петрушевская, Владимир Маканин, Фридрих Горенштейн, Владимир Сорокин и Марк Харитонов. Значительно позже Вячеслав Курицын написал об этом романе:
…Шедевр «Монограмма», один из лучших русских текстов 80-х (половина романа — пронзительно написанная реалистическая история из русской жизни, в самые одинокие минуты жизни я вспоминаю, как сельская учительница пишет себе письмо от лица уехавшего любовника, а вечерами бежит сквозь пургу, чтобы увидеть в прорезях ящика белый конверт; вторая половина — тексты буддистских медитаций)…
Александр Иванченко — лауреат премии «Антибукер» (1999) за художественный памфлет «Купание красного коня» (1997) в номинации «Четвёртая проза» (мемуары, эссеистика).

## Памфлет «Купание красного коня»
Вернувшись в 1996 году после многолетнего отсутствия в Краснотурьинск, Александр Иванченко написал художественный памфлет «Купание красного коня».
Вячеслав Курицын, один из самых благожелательных критиков Александра Иванченко, дал «Купанию красного коня» нелицеприятную оценку:
В 1997 году после почти десятилетнего молчания Иванченко написал памфлет про интеллигентскую элиту «Купание красного коня», худшее своё сочинение, в котором лишь изредка мелькают кусочки высокого класса, — именно за памфлет, однако, Иванченко был приговорён к Антибукеровской премии, получать которую не стал.
Вопреки написанному Курицыным, Александр Иванченко не отказался от премии «Антибукер», а передал денежную часть премии в центр реабилитации тяжело раненных российских солдат, воевавших в Чечне. Это подтвердил и главный редактор журнала «Урал» Николай Коляда, опубликовавший памфлет:
Это такая радость для нас, особенно для журнала «Урал», который я возглавляю. 1 декабря 1999 года вышел двенадцатый номер, где впервые опубликована повесть Иванченко «Поверх цензуры. Купание красного коня», а 21 декабря объявили, что он стал лауреатом. На следующий день я позвонил ему и поздравил с нашей победой. Он сразу сказал, что не поедет на вручение и все деньги отдаст в центр реабилитации тяжелораненых российских солдат, воевавших в Чечне. Так он и сделал.
Ещё до журнальной публикации «Купание красного коня» было опубликовано Вячеславом Курицыным на своей странице на сайте Марата Гельмана.
…После длительного молчания он появляется с новой вещью. Повестью-памфлетом, которую остереглось напечатать уже не одно издание, и именно поэтому Курицын, закрывший на время свой сайт «на ремонт», прервал «ремонт» и выставил повесть.
Причины публикации «Купания красного коня» в Интернете проанализировал хорошо знакомый с сетевой средой Сергей Кузнецов:
Можно понять редакции толстых журналов, которые не решились — или просто не захотели — портить отношения со старыми друзьями и постоянными авторами, хотя, возможно, и оценили мрачный юмор и полупародийный стиль Иванченко. Можно было бы сказать слова о либеральной цензуре и назвать выход Иванченко в Интернет обращением к новому Самиздату — к той крайней мере, на которую шёл в 70-е гг. автор, отчаявшийся опубликоваться официальным путём. Можно также предположить, что, если бы Иванченко захотел напечататься не в «демократических», а в «патриотических» изданиях, у него не возникло бы особых проблем с публикацией. Интернет в этом смысле есть существенно менее одиозный вариант, чем, скажем, публикация в литературном приложении к газете «День». В отличие от Самиздата 70-х Интернет выступает здесь как идеологически нейтральная среда. Тем более что в качестве «издателей» выбраны Марат Гельман и Вячеслав Курицын, которых нельзя упрекнуть в приверженности «коммуно-патриотическим» ценностям.
В конце 1990-х гг., однако, сетевая публикация ещё не воспринималась литературным сообществом как самодостаточная, и пик скандала поэтому пришёлся на публикацию в журнале «Урал».
Главный редактор журнала Николай Коляда рассказал о редакционной предыстории публикации памфлета:
Номер был уже готов к печати, и я перед тем, как везти в типографию, решил взглянуть на гранки и ужаснулся — пять-шесть абзацев были изъяты одним моим сотрудником, у которого некоторые персонажи этого памфлета — в друзьях. Я начал орать и метаться по редакции, и всё вернули на место. В результате роман опубликован полностью. Не думаю, что стоит обижаться на Иванченко. Интеллигенции, нам всем надо задуматься над тем, в какой пошлости мы плаваем и почему мы всякий раз считаем, что не захлёбываемся ею. Нужна встряска, чтобы мы не твердили, что «всё у нас нормально».
Лев Данилкин политизацию памфлета Иванченко считал надуманной и сводил проблему публикации к качеству текста:
Премию за эссеистику получает Александр Иванченко, «Купание красного коня» которого не опубликовали даже толстые журналы. «Ведомости» уже писали об этом тексте. Отчего не изменить несколько структуру, не ввести, например, номинацию «сетевая словесность», раз уж считается, что по жанровому охвату «Антибукер» — главная премия? Тут и место Иванченке.
Аналогичным образом резюмировал своё отношение к «Купанию красного коня» Сергей Костырко:
И вот наконец автор приступает к художественному воплощению заявленного — последняя глава, занимающая по объёму чуть ли не половину повести, изображает торжество продавшейся «придворной интеллигенции»: на празднование юбилея знаменитой поэтессы А. сходится нынешняя артистическая, литературная и политическая элита, от Жириновского до Солженицына. Чтение этой главы, я бы сказал, ошеломляет. И уж точно не тем, на что рассчитывал автор, а своей литературной беспомощностью. Перед нами разворачивается бесконечный свиток характеристик-карикатур с прозрачными фамилиями и «обыгрыванием» знаковых примет каждого персонажа. Плоскость и какая-то, я бы сказал, бессильная грубость напоминают правдинских Кукрыниксов: Черниченко в деревенских лаптях, Солженицын катит перед собой красное колесо, Попов несёт макет «Метрополя», Илья Дадашидзе пристаёт ко всем с микрофоном, Лукьянов с макетом парламента читает свои стихи и тому подобное. А уж в финале — непроизвольная пародия на пародийную «литературную кадриль» из «Бесов»: присутствовавшие на шабаше «Пушкин с Лермонтовым… уже целились в самозванцев из дуэльных пистолетов; Толстой, очнувшись, гвоздил пришельцев дубиной народной войны, со свистом рассекая ею воздух; Лесков настраивал вконец испорченный язык, перебирая струны арфы; Достоевский бился в падучей; Чехов ставил всему диагноз; Гоголь, задыхаясь от гнева, жёг третий том „Мёртвых душ“». Всё — приехали! Тут уже не творческий провал — тут оглушительный конфуз. Стоило ли для этой кучи беспомощных, злых шаржей, с использованием всех обывательских мифов и литературных сплетен, огород городить — о Христе размышлять, об исторической памяти, о высокой миссии художника… И уж точно — не следовало с таким напором обличать пошлость в современной литературной жизни — уровень мысли и «эстетики» второй половины повести, никуда от этого не денешься, переадресовывает эти укоры уже непосредственно автору. Горькое чтение.
С ровесником Александра Иванченко Сергеем Костырко солидаризировался и критик следующего поколения Сергей Кузнецов:
Иванченко разыгрывает сюжет 20-летней давности (невозможность опубликоваться), но сюжет выходит смягчённым, почти пародийно-сниженным. Странным образом это опять возвращает нас к теме его повести, больше всего напоминающей «Зияющие высоты» Зиновьева. То же обличение продажности и пошлости, те же маски, надетые на героев, тот же тип «честного одиночки» Бестыжева… Но повесть Иванченко выглядит куда мягче и безобиднее произведения Зиновьева. Не потому, что сатира менее безжалостна, и даже не потому, что за подобные писания не последует нынче оргвыводов, — просто спустя четверть века после «Зияющих высот» Иванченко так и не нашёл новых героев для своего памфлета. Зиновьев сводил счёты со своим поколением, а Иванченко рассчитывается с поколением «отцов». Всё те же Евтушенко и Вознесенский да Солженицын, превратившийся из героического Правдеца в пародийного Крестовоздвижнера. Весь пафос «Urbi et Olbi» целиком укладывается в сентенцию Зиновьева: «Когда людей насилуют, им кажется, что они способны на многое. Дай им свободу, и выяснится, что они не способны ни на что». Тем более что для молодых любителей литературы из Интернета большинство персонажей «Urbi et Olbi» давно и основательно неинтересны. Так что даже псевдонимов их никто разгадывать не будет.
Марина Кудимова, отдавшая свой голос (вместе с Еленой Петровской и Николаем Кононовым) в жюри премии «Антибукер» «Купанию красного коня», оценила памфлет Иванченко, в отличие от большинства критиков, как «настоящее событие»:
К сожалению, «Купание красного коня» оказалось в зоне молчания наших печатных изданий. Это развёрнутая рецензия на несуществующий роман несуществующего автора с философскими и лирическими отступлениями. По сути, это остросатирический памфлет на драму сегодняшней российской интеллигенции. Рукопись уже вызвала многочисленные отклики после того, как была размещена в Интернете. Мне кажется, что сегодня, при существующей тяге к развитию потенциальных возможностей литературы non-fiction, произведение Александра Иванченко — это настоящее событие, с чем мы и поздравляем читающую публику (правда, только в Интернете).
Результатом публикации памфлета «Купание красного коня» и награждения Александра Иванченко премией «Антибукер» 1999 года стало окончательное отчуждение Иванченко (которое во многом было его собственным выбором) от текущего литературного процесса. Редкие публикации Александра Иванченко были связаны главным образом с журналом «Урал» (до ухода с поста главного редактор Николая Коляды) и Интернетом. Своё, чаще едкое, основанное на глубоком погружении в буддизм, отношение к современной литературе и политике он выражает в личном блоге в Живом журнале. Последующее невключение выдвинутого журналом «Урал» романа Иванченко Swedenborg даже в лонг-лист премии «Русский Букер» 2003 года лишь усугубило эту ситуацию.

## Критика о литературном пути
Ольга Славникова о романе «Автопортрет с догом»:
Вообще в провинции писатель формируется принципиально по-другому. Он почти никуда не выезжает, мир, который он может описывать, исходя из личного опыта, невелик, обыден и как таковой мало кому интересен. В то же время литературный провинциал сопрягает себя в своей профессии не с приятелем по тусовке Пупкиным и даже не с более продвинутым Папкиным, а, к примеру, с Гарсиа Маркесом, который стоит у него на полке и пахнет печкой. Ориентир для провинциала — далёкие мировые величины, в их тени он пишет что-то своё, и эта тень печальна. Мало кому из глухих провинциальных гениев удаётся дорасти до солнечного света, да никто почти и не стремится. Поэтому литература там депрессивна и одновременно причудлива. Ну что, скажите на милость, можно сделать в романе из областного центра? Только фантасмагорию! У писателя единственный путь: надышать в родное краеведение как можно больше мифа. Тут и Гарсиа Маркес как учитель и образец окажется кстати. Зато литературное хозяйство в провинции действительно натуральное. Здесь авторы не гонятся за модой, но честно вырабатывают художественные ценности и достигают порой такого, чего в столицах ни от кого теперь не дождёшься. Так был написан лучший российский провинциальный роман из всех, что мне известны: «Автопортрет с догом» Александра Иванченко.
Вячеслав Курицын о романе «Монограмма»:
…Поскольку очень сильна в нашем отечестве традиционная тяга ко всякого рода большим мифологическим системам, поскольку наши писатели, работающие в постмодернистской технике, пытаются построить некую мифологию, новую мифологию на месте разрушенной. И получается очень забавное соединение постмодернистского письма, не предполагающего единой мифологии, с условно авторской интенцией сделать некую метасистему, метафизику написать. Речь идёт о «Пушкинском доме» Битова, о романе Шарова «До и во время», о романе Иванченко «Монограмма», и ещё есть разные интересные в этом плане тексты.
Андрей Немзер о романе Swedenborg:
Всё чаще вспоминается гениальная формулировка: «Не смотри этот фильм — я его уже смотрел». Вот и я «уже читал». К примеру, роман Александра Иванченко «SVEDENBORG (Отдельная жизнь гениталий)» («Урал», № 1-4). И даже, ознакомившись с первым фрагментом, обещал высказаться подробно. Хотя напечатанный в январе текст вызывал ровно два чувства — недоумение и отвращение. «Смирись, — сказал я себе. — Дочитай. Это же Иванченко! Он „Автопортрет с догом“ написал. И „Монограмму“. Даже если это неудача, то неудача ищущего и страстного художника. В ней должен быть некий смысл». В феврале читал, в марте… В апреле проглядывал по диагонали, давясь от скуки и сдерживая тошноту. Те же, что в январе. Потому что размазывать на сотни страниц гениальный «Нос», разбавляя его трёхкопеечной философией и мутной чернухой, это пошлость. А что Нос у Гоголя не совсем «нос», не Иванченко открыл. И дело тут не в том, что Иванченко «замахнулся на классика», а в том, что получили мы нудный и противный пшик. О коем я обязан информировать читателя.
…Натужные сексуально-окологоголевские выверты Александра Иванченко («SWEDENBORG (Отдельная жизнь гениталий)»…)
Валентин Лукьянин о романе Swedenborg:
…Время постмодернистских игр в русской литературе явно пришло к концу. Иссяк спрос на эпатаж, на нарочитую заумь, на героев, «осуществляющих своё эротическое призвание», на сквернословие. Явно поутихли страсти вокруг Владимира Сорокина — менее талантливого, но более ухватистого соперника автора «Монограммы» по первой букеровской шестёрке. Недавно изданная — после пятилетнего молчания — полупублицистическая книга Пелевина «ДПП из NN» (что означает «Диалектика Переходного Периода из Nикуда в Nикуда») продаётся всё ещё неплохо («брэнд»!), но критики и читатели разочарованы: былой кумир явно не тянет на полторы сотни рублей магазинной цены одного экземпляра. «Утренний барабанщик» постмодернизма Вячеслав Курицын критику, по слухам, вовсе оставил, а главный теоретик этого течения Марк Липовецкий читает теперь лекции в американском университете: им там, вероятно, всё ещё интересно, как и почему свихнулись мозги у творческих наследников Толстого и Достоевского.

## Литературные произведения

### Романы
- Солнечное сплетение (1976)
- Автопортрет с догом (1985)
- Яблоко на снегу (1986)
- Монограмма (1988)
- Swedenborg (Бескрайняя плоть) (2000)

### Повести
- Рыбий глаз (1976)
- Техника безопасности-I. Человек убегающий (1977)
- Техника безопасности-II. Теория катастроф (1998)
- Техника безопасности-III. Финал мирового первенства (2009)

### Эссе
- Кони и Блонди (2007; о Гоголе и Набокове)
- Босенькая (о романе «Преступление и наказание»)
- Освобождение Толстого. Буддийские мотивы в жизни и творчестве Л. Н. Толстого (2008; опубликовано с сокращениями)
- Куй-куй чобиток. Философия тела в романе «Анна Каренина» (2008)

### Другие произведения
- Купание красного коня (1997; художественный памфлет)
- Наледи (мои «крохотки»)
- Homo Mysticus (2005 — по н.в.; книга философских эссе, притч, афоризмов, максим)

## Переводы
Переводил с английского буддийский Палийский канон (Типитаку) (в том числе Дхаммападу, Сутта-Нипату, Удану и др.) и Бхагавадгиту.

### Книги и публикации Александра Иванченко
- Автопортрет с догом. — Свердловск: Средне-Уральское книжное издательство, 1990. — 400 с. — ISBN 5-7529-0228-2
- Цветы запоздалые (фрагменты книги Homo Mysticus) // Новая газета. — № 53. — 27 июля 2000 года.
- Сущности (фрагменты книги Homo Mysticus) // Литературная газета. — 13-19 сентября 2000 года.
- Голос безмолвия: Монограмма: Роман; Техника безопасности-1: Повесть; Купание красного коня: Памфлет. — Екатеринбург: У-Фактория, 2001. — 624 с. — (Серия «Новый русский век»). — ISBN 5-89178-184-0
- Гелла (глава из романа «Сведенборг») // Новая газета. — № 53. — 25 июля 2002 года.
- Монограмма. — СПб.: АСТ, Астрель, 2005. — 384 с. — (Серия «Неформат»). — ISBN 5-17-029053-5

### Об Александре Иванченко
- Данилкин Лев. Низший пилотаж. Вручены премии «Антибукер» // Ведомости. Пятница. — № 76 (76). — 23 декабря 1999 года.
- Золотусский Игорь. Сын традиции // Литературная газета. — 2005. — Выпуск № 25.
- Иванова Наталья. Бандерша и сутенёр. Роман литературы с идеологией: кризис жанра (недоступная ссылка) // Знамя. — 2000. — № 5.
- Коляда Николай. В неравной борьбе с критикой (Интервью Павлу Рудневу) // Независимая газета. — 16 февраля 2000 года.
- Костырко Сергей. Сетевая литература (недоступная ссылка) // Новый мир. — 2000. — № 2.
- Кудимова Марина. Четвёртая проза // НГ Ex Libris. — 22 декабря 1999 года.
- Кузнецов Сергей. Старые герои нового Самиздата. Повесть о шестидесятниках в Интернете (недоступная ссылка) // Ведомости. — № 66(66). — 8 декабря 1999 года.
- Курицын Вячеслав. Всегда есть тот, кто говорит (Интервью Татьяне Казариной // Майские чтения. — 1999. — № 2.
- Курицын Вячеслав. Александр Иванченко // Современная русская литература с Вячеславом Курицыным.
- Литература для ленивых // Internet.ru. — 28 сентября 2009 года.
- Лукьянин Валентин. Литературное сегодня сквозь призму «русского Букера»
- Немзер Андрей. Хоть профессию меняй // Время новостей. — № 146. — 11 августа 2003 года.
- Немзер Андрей. Русская литература в 2003 году (недоступная ссылка).
- Огрызко В. В. Иванченко Александр Львович // Огрызко В. В. Русские писатели. Современная эпоха. Лексикон. — М.: Литературная Россия, 2004. — С. 211.
- Осокин Михаил. Последствия публичной эрекции («Swedenborg» Александра Иванченко) (недоступная ссылка) // FederalPost. — 3 мая 2003 года.
- Привалов Александр. Литературный дневник // Вавилон. — 2 ноября 1999 года.
- Романова Ольга. Диалог с формой: о жанровой специфике памфлета «Купание красного коня» Александра Иванченко
- Самый эротичный шорт-лист. Определились финалисты литературного конкурса «Русский Декамерон» // НГ Ex Libris. — 14 августа 2003 года.
- Славникова Ольга. К кому едет ревизор? (недоступная ссылка) // Новый мир. — 2002. — № 9.
- Топоров Виктор. Любовь во время холеры // Частный Корреспондент. — 5 апреля 2010 года.
- Чупринин С. И. Иванченко Александр Львович // Чупринин С. И. Новая литература: мир литературы: Энциклопедический словарь-справочник: В 2 т. Т. 1: А-Л. — М.: Вагриус, 2003. — С. 548.
- Чупринин С. И. Иванченко Александр Львович // Чупринин С. И. Русская литература сегодня. Малая литературная энциклопедия. — М.: Время, 2012. — С. 355.